# Koush
Pour les articles homonymes, voir Koush (homonymie) et Cush (Corto Maltese).

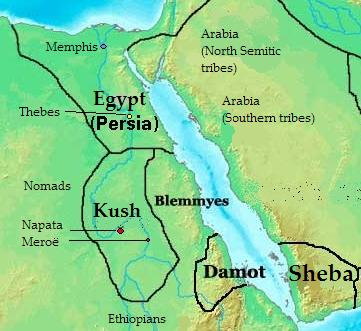
Carte du royaume de Koush en 400 av. J.-C.

Koush, Kouch, Cush, voire Cusch, de l'hébreu כּוּשׁ (kûš), est un personnage de la Genèse (dans la Torah / le Pentateuque), et d'autres livres bibliques infra, de l'Ancien Testament chrétien... Il est un fils de Cham, un petit-fils de Noé, puis le père de Séba/Seba/Saba, Havilah, Sabtah, Rama (lui-même père d'un(e) autre Séba infra...), Sabteca et Nimrod (Nemrod).

## Dans la Bible
Koush est l’ancêtre éponyme des Kouchites, associés dans la Bible au royaume de Koush, situé aux sud de l’Égypte et nord de l'actuel Soudan (Nubie antique), voire jusqu'à des confins éthiopiens (infra). 
Il est aussi un ancêtre de groupes mésopotamiens, puisqu'il est le père de Nimrod supra. Il est donc vu comme l'ancêtre des Kassites de Babylonie. 
Séphora, la femme de Moïse, est présentée comme une madianite .
Un autre personnage nommé Koush apparaît dans le  Psaume biblique 7. Il est décrit comme un benjami(ni)te qui inspire la rédaction du psaume. Il peut s'agir d'un ennemi du roi David, ou du messager qui annonce audit roi la mort de son fils Absalon, (infra).

## Le pays de Kouch
Le pays de Koush est lui mentionné dès le Livre de la Genèse biblique, avant le premier personnage éponyme. Sa localisation, voisine du jardin de l'Éden, situé au pied du mont Hermon, aux sources du Jourdain, est discutée par des spécialistes. 
Le cœur du pays de Kouch se situe surtout, selon l'Ancien Testament plus globalement, au sud de la Haute-Égypte, et s'étendrait jusqu'au nord du Soudan en Nubie. Ce pays devient le royaume de Koush ou royaume de Kerma. 
La généalogie légendaire du personnage de Koush (Cusch), descendante à l'égard de Cham, Noé, Sem, Adam, ascendante à l'égard de(s) Saba/Séba/Seba supra (et probablement de la XXVe dynastie égyptienne infra, aux royaumes de Saba et d'Égypte géographiquement proches, respectivement à l'est et au nord, de celui de Kouch), est rappelée dès le début du Premier Livre, tout aussi biblique, dit, quant à lui, des Chroniques.
Dans les sources égyptiennes, à partir de leur XIIe dynastie, le terme Koush sert à désigner une région située au sud de la 2e cataracte. 
Pour faire parvenir la nouvelle de la mort d'Absalon, à son père le roi hébreu David, le général Joab emploie un messager kouchite (supra), le peuple de Koush étant déjà réputé pour la rapidité de ses coureurs. 
Puis, une première invasion, inconnue par ailleurs, d'un royaume hébraïque par lesdits Koushites, ou Éthiopiens (du mystérieux roi Zérach / Zérah, qui ne deviendra jamais lui-même pharaon d'Égypte), est mentionnée de manière anachronique dans le Deuxième livre des Chroniques lui aussi biblique (2Ch, XIV, 8 à 12 sqq), sous le règne du roi de Juda Asa.
Mais c'est surtout la XXVe dynastie égyptienne, de cette origine nubienne / éthiopienne, qui laisse une forte impression, et influence les récits d'autres rédacteurs judéo-hébreux.
Les conquêtes du pharaon kouchite Taharqa, avant-dernier roi d'Égypte de cette dynastie, sont ainsi rapportées dans le Deuxième Livre des Rois (Bible, 2R XIX. 9), donc de nouveau du point de vue de Judéens. Sous son règne, en -672, le royaume de Saïs va renaître, plus au nord, mais il restera vassal des rois de Koush, devenus pharaons, depuis Piânkhy, du moins dans un premier temps, jusqu'à la XXVIe dynastie. Cette XXVe, l'éthiopienne, celle des pharaons noirs, marque la fin de la Troisième Période intermédiaire égyptienne.
À partir d'environ -270, la Septante, toujours biblique, traduit uniformément Koush par Éthiopie, en passant de l'hébreu au grec de l'époque.
Au tout début de notre ère, dès son Ier siècle, l'historiographe judéo-romain Flavius Josèphe rend compte, à son tour et de nouveau en grec, de la nation du légendaire Koush, fils de Cham et petit-fils de Noé (comme supra) : "Des quatre fils de Cham, le temps n'a pas fait du mal au nom de Koush, car les Éthiopiens sur lesquels il a régné sont encore là à ce jour, par eux-mêmes et par tous les hommes d'Asie, appelés Kouchites" (Antiquités des Juifs, 1.6 ; cf. supra : Nimrod et autres Kassites babyloniens / mésopotamiens...).
Au cours du Ve siècle, les écrivains syriens définissent les Himyarites d'Arabie du Sud comme des Couchites et des Éthiopiens (cf. Koush, également père et grand-père de(s) Seba, supra).
Le géographe arabe Al-Mas'ûdî (896-956) considère les peuples couchitiques, qui comprennent aujourd'hui les Somalis, les Afars, les Bedjas, les Agews, les Oromos, et plusieurs autres ethnies, comme la progéniture de Koush, dans Prairies d'or et mines de pierres précieuses. 
L'explorateur écossais James Bruce, qui visite les Highlands éthiopiens vers 1770, décrit «une tradition des Abyssins, qu'ils disent avoir depuis des temps immémoriaux», que dans les jours qui suivirent le déluge, Koush, fils de Ham, voyagea avec sa famille sur le Nil jusqu'à la plaine d'Atbara , alors encore inhabitée, d'où ils pouvaient voir le plateau éthiopien. Là, ils montèrent et construisirent Aksoum, et retournèrent plus tard dans la plaine pour y construire Meroë. Il affirme également que les savants européens de son temps avaient sommairement rejeté ce récit, en raison de leur théorie établie selon laquelle Koush devait être arrivé dans la corne de l'Afrique via l'Arabie et le Bab el Mandeb, un détroit situé entre le Yémen (péninsule arabique), Djibouti et la Somalie (corne de l'Afrique).

## Rapprochements mythologiques extrapolés du nomKoush
Selon les théories élaborées dans le pamphlet anticatholique The Two Babylons, d'Alexander Hislop, pasteur protestant du XIXe siècle, Koush serait à rapprocher du nom de l'antique dieu grec Hermès, en en inventant une étymologie décomposée comme suit : Her, qui en chaldéen est synonyme de Hem, ou Khem, le brûlé. Comme Her, ou le brûlant, ce nom a servi de point de départ pour identifier (C)Ham avec le soleil, d'une manière voilée, et pour déifier ainsi le grand patriarche, dont le nom a servi à désigner l'Égypte par rapport au soleil. Khem, ou Hem, était ouvertement adoré jadis sous son propre nom, dans le pays de Hem (Bunsen, tome I, p. 373), mais cela aurait été d'abord trop téméraire. Cependant, grâce à Her, son synonyme, la voie était tracée. Her est le nom de Horus, identique au soleil (Bunsen, vol. I, p. 607), ce qui montre que l'étymologie réelle du nom peut venir du verbe auquel on peut la rattacher.
Mes, de Mesbeh, sans le radical qu'on peut omettre (voir Parkhurst, sub voce, p. 416) : produire. En égyptien, nous avons Ms dans le sens de mettre au jour (Bunsen, vol. I, Signes hiéroglyphiques, append. b : 43, p. 510), ce qui est évidemment une forme différente du même mot. Au passif, nous trouvons Ms (Bunsen, Vocab., append. I, p. 470, en bas, etc. Ms... né). Le radical de Mesheh, dans le lexique de Stockius, relève du mot latin pour extrait, et notre mot extraction, appliqué à la naissance ou à l'origine, montre qu'il y a un rapport entre le sens générique de ce mot et la naissance. Ce dérivé explique le sens des noms des rois égyptiens Ram(es)ses et Thothmes (Thoutmosis ?) ; le premier est évidemment le fils de Ra, ou du Soleil, car Ramesses est Hliou paiz (Ammien Marcellin, liv. 17, ch. 4, p. 162) ; le second, de même, veut dire le fils de Thoth. Pour la même raison, Her-mes pourrait signifier le fils de Her ou Ham, le brûlé, c'est-à-dire Koush, l'interprète /messager des dieux, l'inventeur des nombres, de tous les langages secrets (chiffrés), des mots à double sens, et de toutes les superstitions (cf. aussi Hermès Trismégiste), et par là-même la cause de la confusion des langues qui suivit l'érection de la tour de Babel.
Pour Hislop, Koush est donc, symboliquement, le seigneur des dissimulations et de la confusion. On l'appelait parfois Bēl ou Baal (le confondeur).
De la même racine que Koush, Hislop tire des mots tels que chaos, ou aussi caché : Koush est aussi Khûs, sh devenant souvent s en chaldéen ; et Khus, dans sa prononciation, devient naturellement Khawos ou Khaos sans digamma.